# Communauté d’agglomération du Muretain
Die Communauté d’agglomération du Muretain ist ein ehemaliger französischer Gemeindeverband mit der Rechtsform einer Communauté d’agglomération im Département Haute-Garonne in der Region Okzitanien. Sie wurde am 21. November 1997 gegründet und umfasste 16 Gemeinden. Der Verwaltungssitz befand sich im Ort Muret.

## Historische Entwicklung
Nach der Gründung am 21. November 1997 traten ihr am 20. Juni 2002 die Gemeinde Saint-Clar-de-Rivière sowie am 2. Juli 2003 die Gemeinde Saint-Lys bei. Mit der Umwandlung in eine Communauté d’agglomération am 1. Januar 2004 kamen schließlich die sechs Gemeinden Labarthe-sur-Lèze, Pinsaguel, Pins-Justaret, Portet-sur-Garonne, Roquettes und Villate hinzu. Zum 1. Januar 2014 sind Fonsorbes und Le Fauga hinzugekommen.
Mit Wirkung vom 1. Januar 2017 fusionierte der Gemeindeverband mit
- Communauté de communes d’Axe Sud sowie
- Communauté de communes des Coteaux du Saves et de l’Aussonnelle

und bildete so die Nachfolgeorganisation Le Muretain Agglo.

## Ehemalige Mitgliedsgemeinden
| - Eaunes - Fonsorbes - Labarthe-sur-Lèze - Labastidette - Lavernose-Lacasse - Le Fauga | - Muret - Pinsaguel - Pins-Justaret - Portet-sur-Garonne - Roquettes - Saint-Clar-de-Rivière | - Saint-Hilaire - Saint-Lys - Saubens - Villate |